# Florimond Météreau
Pierre Florimond Jean-Baptiste Météreau est un peintre et sculpteur français né le 9 juin 1888 à Luçon et mort le 19 mai 1978 à Paris. 

## Biographie
Florimond Météreau est issu d'une ancienne famille luçonnaise qui est, au milieu du XIXe siècle dans le quartier du port, l'une des premières à se lancer à Luçon dans l'exportation des grains et farines, le principal débouché extérieur étant alors la ville de Londres où le grand-père de notre artiste séjourne longuement. La petite histoire de la télégraphie retient ainsi que le premier télégramme reçu de l'étranger à Luçon, le 16 juin 1866, provenait de la capitale anglaise et lui était adressé[réf. nécessaire].
Florimond Météreau est, à partir de 1911, élève de Raphaël Collin à l'École nationale supérieure des beaux-arts de Paris.
En 1923, il procède au relevé des frises décoratives exécutées en 1800 dans la chambre consulaire du château de Malmaison sur des dessins de Charles Percier et Pierre Fontaine, puis dissimulées, voire endommagées en 1812 lors des réaménagements effectués par l'architecte Louis-Martin Berthault pour Joséphine Bonaparte. Les peintures sur panneaux ainsi réalisées par Florimond Météreau sont conservées au château de Malmaison.  
En 1931, il effectue un voyage au Maroc, visitant et peignant notamment les villes de Ouarzazate, Skoura et Taourirt, plus largement l'Atlas et l'Anti-Atlas, les œuvres qu'il en rapporte lui offrant en 1932 un accrochage à l'Exposition coloniale et une exposition personnelle à la galerie Charpentier.
François Wiehn cite la réalisation par Florimond Météreau de cinq dioramas commandés par les autorités canadiennes et reconstituant les faits d'armes, entre 1756 et 1760, de Louis-Joseph de Montcalm et de François-Gaston de Lévis.
Si on lui connaît des villégiatures en France (il peint ainsi La Provence en 1949, également Le Tréport), une prédilection pour les intérieurs d'églises (comme Saint-Julien-le-Pauvre à Paris), Florimond Météreau reste fidèle à son département natal, plus particulièrement à Curzon où il peint tant des paysages que des intérieurs (comme la crypte de l'église Saint-Romain) et où l'on rappelle qu'il fut en 1921 le dessinateur et le sculpteur du Monument aux morts. Il est cependant également régulièrement présent à Luçon où il est membre d'honneur de la Société luçonnaise des arts et de la Société des amis du vieux Luçon.

## Contributions bibliophiliques
- Les animaux sauvages, album constitué de douze illustrations en couleurs (dont couverture) par Florimond Météreau, Librairie Hachette, 1920.

## Expositions

### Exposition personnelle
- Florimond Météreau : casbahs et types du sud marocain. Gouaches, aquarelles, dessins, exposition sous le patronage de Si Kaddour Benghabrit, galerie Charpentier, Paris, octobre 1932[8].

### Expositions collectives
- Salon des artistes français, sociétaire à partir de 1921[2].
- Exposition coloniale de 1932.
- Salon des indépendants[2].
- Joséphine et Napoléon. L'hôtel de la rue de la Victoire, musée national des châteaux de Malmaison et Bois-Préau, d'octobre 2013 à janvier 2014[9].

## Vente publique
- Vente de l'atelier Florimond Météreau, Labat et Thiery, commissaires-priseurs, hôtel Drouot, Paris, 3 octobre 1989[10].

## Distinctions
- Médaille d'or à l'Exposition coloniale de 1932.

## Collections publiques
- Malmaison, musée national des châteaux de Malmaison et Bois-Préau :
  - Vue de la Malmaison depuis le parc, huile sur toile[11] ;
  - Relevés (peintures sur bois) des frises de la chambre consulaire du château de Malmaison, huiles sur bois[4].
- Curzon, mairie[12] :
  - Vue du port La Claye, 1945, huile sur toile ;
  - La Maison aux bégonias au Lieu-Dieu, Saint-Benoist-sur-Mer, 1953, huile sur toile ;
  - Le Communal, 1957, huile sur toile.